# Mitis Iudex Dominus Iesus
Mitis Iudex Dominus Iesus je apostolsko pismo u obliku motuproprija pape Franje koji je objavljen 8. prosinca 2015. godine.
Time je pokrenuta obnova ženidbenog postupka o ništavnosti ženidbe. Dokumentom je potpuno izmijenjen sadržaj VII. knjige Zakonika kanonskog prava.

### Članci
- Marković, Ilija. 2018. Izmjene kanona Zakonika kanonskog prava iz 1983.: Od motu proprija Ad tuendam fidem do motu proprija Magnum principium. Vrhbosnensia. Univerzitet u Sarajevu – Katolički bogoslovni fakultet. Sarajevo. 22 (1): 117–151